# Glendora (Califòrnia)
Glendora és una ciutat dels Estats Units a l'estat de Califòrnia. Segons el cens del 2000 tenia 49.415 habitants.

## Demografia
Segons el cens del 2000, Glendora tenia 49.415 habitants, 16.819 habitatges, i 12.866 famílies. La densitat de població era de 996,8 habitants/km².
Dels 16.819 habitatges en un 38,6% hi vivien nens de menys de 18 anys, en un 60,1% hi vivien parelles casades, en un 12,1% dones solteres, i en un 23,5% no eren unitats familiars. En el 19,1% dels habitatges hi vivien persones soles el 7,9% de les quals corresponia a persones de 65 anys o més que vivien soles. El nombre mitjà de persones vivint en cada habitatge era de 2,88 i el nombre mitjà de persones que vivien en cada família era de 3,3.
Per edats la població es repartia de la següent manera: un 27,6% tenia menys de 18 anys, un 7,6% entre 18 i 24, un 29,1% entre 25 i 44, un 23,2% de 45 a 60 i un 12,5% 65 anys o més.
L'edat mediana era de 37 anys. Per cada 100 dones de 18 o més anys hi havia 89,6 homes.
La renda mediana per habitatge era de 60.013 $ i la renda mediana per família de 66.674 $. Els homes tenien una renda mediana de 49.548 $ mentre que les dones 35.062 $. La renda per capita de la població era de 25.993 $. Entorn del 3,9% de les famílies i el 5,9% de la població estaven per davall del llindar de pobresa.

## Poblacions més properes
El següent diagrama mostra les poblacions més properes.